# مک‌لووت (کانزاس)
مک‌لووت (به انگلیسی: McLouth) شهری در ایالت کانزاس کشور ایالات متحده آمریکا است که جمعیت آن در سرشماری سال ۲۰۱۰ میلادی، ۸۸۰ نفر بوده‌است.